# Friedrich Baumbach
Friedrich Baumbach   (Weimar, 8 de setembre de 1935 - Berlín, 24 d'abril de 2025) va ser un Gran Mestre d'escacs per correspondència alemany, que va ser l'onzè campió del món de la ICCF, 1983–1989. També va ser campió de l'Alemanya de l'Est el 1970.
Va empatar al segon lloc darrere de Mikhail Umansky al torneig "campió de campions", l'ICCF 50 Years World Champion Jubilee. Aquest va ser un torneig especial per correspondència per invitació en què van participar tots els antics campions del món de l'ICCF.
Baumbach era químic de professió. Es va doctorar el 1966. Des de l'any 2000 treballà com a advocat de patents autònom.